# Zulphis subfasciata
Zulphis subfasciata là một loài bọ cánh cứng trong họ Cerambycidae.